# Eudmeta marginata
Eudmeta marginata är en tvåvingeart som först beskrevs av Fabricius 1805.  Eudmeta marginata ingår i släktet Eudmeta och familjen vapenflugor. Inga underarter finns listade i Catalogue of Life.